# 샌 머테이오 퍼시픽 림 인터내셔널 스쿨
샌 머테이오 퍼시픽 림 인터내셔널 스쿨(Pacific Rim International School)은 미국 캘리포니아 주 샌 머테이오에 있는 사립 12년제 초중고등학교이다.

## 개교
이 학교는 1989년 첫 개교되었다.

## 트리비아
영국 출신이며 스위스 시민권을 소지한 대한민국 뮤지컬 배우 겸 연기자인 클라라 리(이성민)가 1997년 이 학교를 재학한 바 있다.